# Dolné Srnie
Dolné Srnie (em húngaro: Alsószernye) é um município da Eslováquia, situado no distrito de Nové Mesto nad Váhom, na região de Trenčín. Tem 8,79 km² de área e sua população em 2018 foi estimada em 987 habitantes.

## Demografia
| Ano:        | 1994 | 2004    | 2014   | 2024   |
| ----------- | ---- | ------- | ------ | ------ |
| Broj ljudi: | 832  | 928     | 980    | 984    |
| Razlika:    |      | +11,53% | +5,60% | +0,40% |

| Ano:               | 2023 | 2024   |
| ------------------ | ---- | ------ |
| Número de pessoas: | 983  | 984    |
| Diferença:         |      | +0,10% |